# Cryptopygus coeruleogriseus
Cryptopygus coeruleogriseus är en urinsektsart som först beskrevs av Hammer 1938.  Cryptopygus coeruleogriseus ingår i släktet Cryptopygus och familjen Isotomidae. Inga underarter finns listade i Catalogue of Life.